# Ligue 1 (Benin)
De Ligue 1 in Benin is de hoogste voetbaldivise in dit Afrikaanse land. In deze competitie wordt gestreden om het voetbalkampioenschap van Benin (Championnat National du Bénin). De competitie ging in 1969 van start en wordt georganiseerd door de Fédération Béninoise de Football.
Sinds 2020/21 is de competitie opgedeeld in vier poules. Alle poules bevatten negen clubs. Na 16 gespeelde wedstrijden, wordt de competitie verdeeld in 3 poules. De kampioenspoule en 2 degradatie poules. De nummers 1 tot en met 4 van de reguliere competitie komen terecht in de kampioenspoule. De nummers 5 tot en met 9 komen worden opgedeeld in de twee degradatie poules. Beiden met 10 clubs. De nummers 8 tot en met 10 degraderen na de 2e seizoenshelft. De kampioen van de competitie verdiend een ticket voor CAF Champions League. De nummer 2 voor de CAF Confederation Cup.